# Enkō-ji

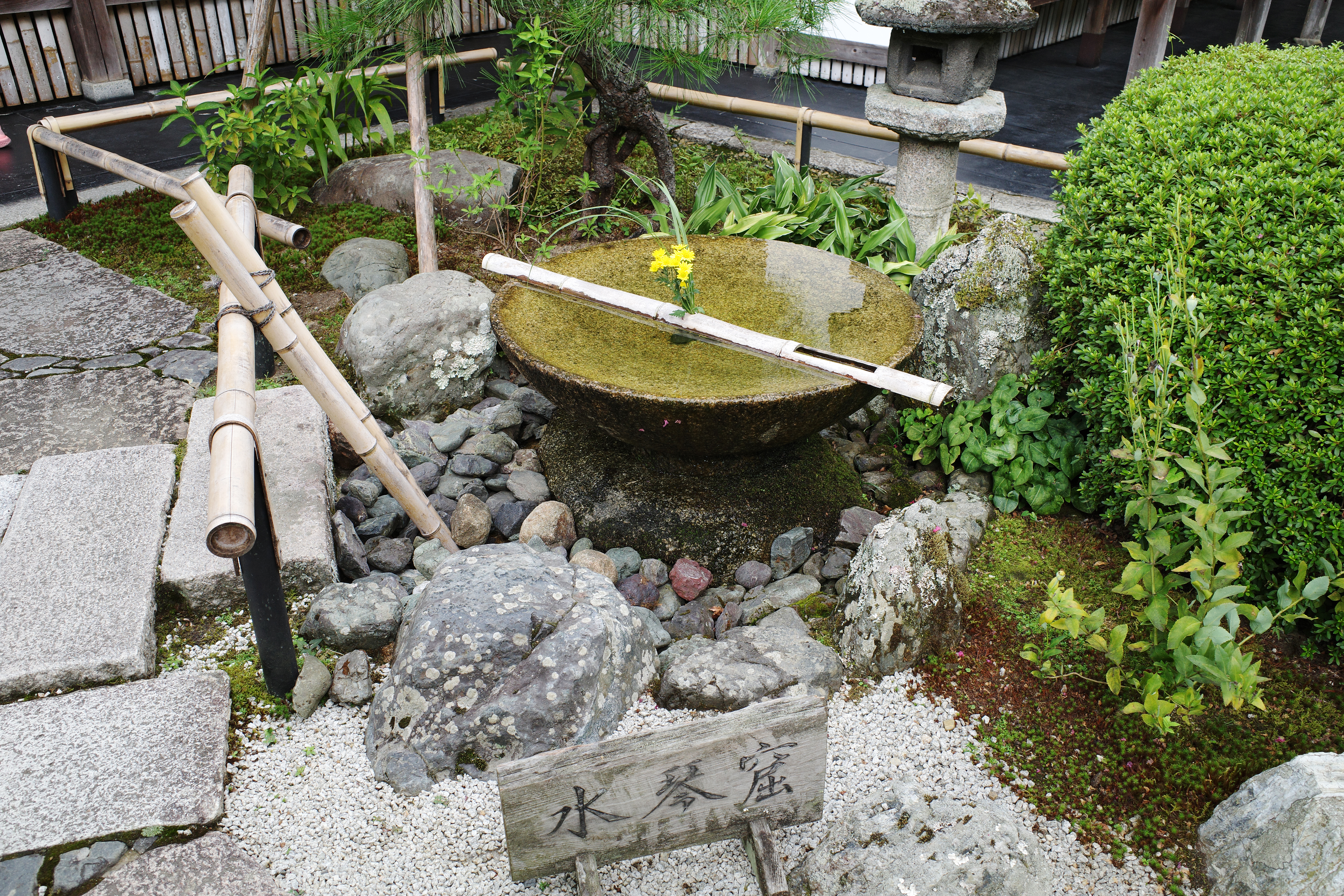
Le suikinkutsu du Enkō-ji

Le Enkō-ji (円光寺) est un temple bouddhiste Zen situé près de la Villa impériale Shugakuin à Sakyō-ku, Ichijo-ji, Kotani-cho, au nord-est de Kyoto au Japon. Il est renommé pour son changement de couleur des feuilles et son suikinkutsu.

## Source de la traduction
- (en) Cet article est partiellement ou en totalité issu de l’article de Wikipédia en anglais intitulé « Enkō-ji » (voir la liste des auteurs).